# Charles-Eugène Delaunay

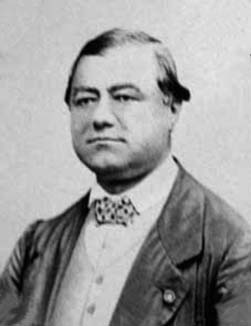
Charles-Eugène Delaunay

A nu se confunda cu Charles Delaunay (1911 - 1988), critic muzical.
Charles-Eugène Delaunay (n. 9 aprilie 1816 la Lusigny-sur-Barse - d. 5 august 1872 la Cherbourg) a fost un astronom și matematician francez, cunoscut în special pentru studiile sale privind mișcarea planetelor.

## Biografie
În perioada 1841 - 1848 a fost profesor la Sorbona, la Catedra de Mecanică Aplicată, unde i-a avut ca elevi pe Ioan Ghika, Emanoil Bacaloglu și Nicolae Culianu.
Ulterior a devenit profesor la École Polytechnique.
În 1862 a devenit membru al Biroului de Longitudini, iar în 1872 preia funcția de director al Observatorului Astronomic din Paris.
A murit accidental, înecându-se în timp ce inspecta cu o barcă rada portului Cherbourg.

## Activitate științifică
În 1841 a demonstrat teoremele lui Jacobi referitoare la integrale.
A descoperit că, la rostogolirea unei elipse sau hiperbole pe o dreaptă, focarele descriu curbe care ulterior îi vor purta numele.

## Scrieri
- 1860: Théorie du mouvement de la lune;
- 1873: Cours élémentaire d'Astronomie;
- 1856: Traité de mécanique rationelle, pe site-ul BNF (online)
- 1860 - 1867: La Théorie du mouvement de la lune (2 volume)
- 1870: Cours élémentaire d'astronomie (5ème édition), pe site-ul BNF (online)

Biografia lui Delaunay a fost scrisă de către Thévenot și Rébière în 1889.